# Francia en los Juegos Paralímpicos de Atenas 2004
Francia estuvo representada en los Juegos Paralímpicos de Atenas 2004 por un total de 136 deportistas, 106 hombres y 30 mujeres.

## Medallistas
El equipo paralímpico francés obtuvo las siguientes medallas:
| Nombre                                                              | Deporte                    | Evento                                       |
| ------------------------------------------------------------------- | -------------------------- | -------------------------------------------- |
| Oro                                                                 |                            |                                              |
| Assia El Hannouni                                                   | Atletismo                  | 100 m T12 femenino                           |
| Assia El Hannouni                                                   | Atletismo                  | 200 m T12 femenino                           |
| Assia El Hannouni                                                   | Atletismo                  | 400 m T12 femenino                           |
| Assia El Hannouni                                                   | Atletismo                  | 800 m T12 femenino                           |
| Joël Jeannot                                                        | Atletismo                  | 10 000 m T54 masculino                       |
| Laurent Thirionet                                                   | Ciclismo en pista          | Persecución individual LC3 masculino         |
| Cyril Moré                                                          | Esgrima en silla de ruedas | Espada individual A masculino                |
| Cyril Moré Robert Citerne Alim Latrèche David Maillard              | Esgrima en silla de ruedas | Espada por equipos masculino                 |
| Béatrice Hess                                                       | Natación                   | 100 m braza SB4 femenino                     |
| Béatrice Hess                                                       | Natación                   | 200 m libre S5 femenino                      |
| Ludivine Loiseau                                                    | Natación                   | 50 m mariposa S6 femenino                    |
| Pascal Pinard                                                       | Natación                   | 100 m braza SB4 masculino                    |
| Stéphane Messi                                                      | Tenis de mesa              | Individual 7 masculino                       |
| Isabelle Lafaye Marziou                                             | Tenis de mesa              | Individual 1-2 femenino                      |
| Geneviève Clot Isabelle Lafaye Marziou Stéphanie Mariage            | Tenis de mesa              | Equipo 1-3 femenino                          |
| Damien Seguin                                                       | Vela                       | 2.4mR individual mixto                       |
| Karima Medjeded                                                     | Yudo                       | –48 kg femenino                              |
| Cyril Jonard                                                        | Yudo                       | –81 kg masculino                             |
| Plata                                                               |                            |                                              |
| Clavel Kayitare                                                     | Atletismo                  | 100 m T42 masculino                          |
| Clavel Kayitare                                                     | Atletismo                  | 200 m T42 masculino                          |
| Trésor Makunda                                                      | Atletismo                  | 100 m T11 masculino                          |
| Sébastien Barc                                                      | Atletismo                  | 200 m T46 masculino                          |
| Dominique André Sébastien Barc Xavier Le Draoullec Serge Ornem      | Atletismo                  | 4 × 100 m T42-46 masculino                   |
| Pierre Fairbank Joël Jeannot Claude Issorat Éric Teurnier           | Atletismo                  | 4 × 400 m T53-54 masculino                   |
| Patrice Senmartin                                                   | Ciclismo en pista          | 1 km contrarreloj tándem B1-3 masculino      |
| Laurent Thirionet                                                   | Ciclismo en pista          | 1 km contrarreloj LC1-4 masculino            |
| Laurent Thirionet                                                   | Ciclismo en ruta           | Ruta/Contrarreloj LC3 masculino              |
| Souhad Ghazouani                                                    | Levantamiento de potencia  | –60 kg femenino                              |
| Carine Burgy                                                        | Levantamiento de potencia  | –82,5 kg femenino                            |
| Béatrice Hess                                                       | Natación                   | 50 m espalda S5 femenino                     |
| Béatrice Hess                                                       | Natación                   | 50 m libre S5 femenino                       |
| Béatrice Hess                                                       | Natación                   | 100 m libre S5 femenino                      |
| Ludivine Loiseau                                                    | Natación                   | 50 m libre S6 femenino                       |
| Ludivine Loiseau                                                    | Natación                   | 100 m libre S6 femenino                      |
| Ludivine Loiseau                                                    | Natación                   | 100 m espalda S6 femenino                    |
| Philippe Révillon                                                   | Natación                   | 50 m libre S2 masculino                      |
| Geneviève Clot                                                      | Tenis de mesa              | Individual 1-2 femenino                      |
| Stéphanie Mariage                                                   | Tenis de mesa              | Individual 3 femenino                        |
| Jean-Philippe Robin                                                 | Tenis de mesa              | Individual 3 masculino                       |
| Bruno Benedetti Émeric Martin Sébastien Pechard                     | Tenis de mesa              | Equipo 4 masculino                           |
| Alain Pichon Michel Schaller Julien Soyer                           | Tenis de mesa              | Equipo 8 masculino                           |
| Olivier Chateigner Gilles de La Bourdonnaye François Serignat       | Tenis de mesa              | Equipo 10 masculino                          |
| Michaël Jeremiasz Lahcen Majdi                                      | Tenis en silla de ruedas   | Dobles masculino                             |
| Sandrine Martinet                                                   | Yudo                       | –52 kg femenino                              |
| Bronce                                                              |                            |                                              |
| Sébastien Barc                                                      | Atletismo                  | 100 m T46 masculino                          |
| Aladji Ba                                                           | Atletismo                  | 400 m T11 masculino                          |
| Pierre Fairbank Claude Issorat Ludovic Gapenne Hubert Locco         | Atletismo                  | 4 × 100 m T53-54 masculino                   |
| Dominique André Sébastien Barc Xavier Le Draoullec Emmanuel Lacroix | Atletismo                  | 4 × 400 m T42-46 masculino                   |
| Thierry Cibone                                                      | Atletismo                  | Jabalina F35 masculino                       |
| Thierry Cibone                                                      | Atletismo                  | Peso F35 masculino                           |
| Arnaud Assoumani                                                    | Atletismo                  | Salto de longitud F46 masculino              |
| Michel Alcaine                                                      | Ciclismo en ruta           | Ruta/Contrarreloj CP4 masculino              |
| Patrick Ceria David Mercier Laurent Thirionet                       | Ciclismo en pista          | Velocidad por equipos LC1-4/CP 3/4 masculino |
| Patricia Picot                                                      | Esgrima en silla de ruedas | Florete individual A femenino                |
| Emmanuelle Assmann Sylvie Magnat Sylviane Meyer Patricia Picot      | Esgrima en silla de ruedas | Espada por equipos femenino                  |
| Cyril Moré Pascal Durand Moez El Assine                             | Esgrima en silla de ruedas | Sable por equipos masculino                  |
| Anne-Cécile Lequien                                                 | Natación                   | 50 m espalda S4 femenino                     |
| Anne-Cécile Lequien                                                 | Natación                   | 50 m mariposa S4 femenino                    |
| Eric Lindmann                                                       | Natación                   | 100 m braza SB6 masculino                    |
| Eric Lindmann                                                       | Natación                   | 100 m espalda S7 masculino                   |
| Eric Lindmann                                                       | Natación                   | 200 m estilos SM7 masculino                  |
| Pascal Pinard                                                       | Natación                   | 50 m mariposa S5 masculino                   |
| Pascal Pinard                                                       | Natación                   | 200 m estilos SM5 masculino                  |
| Philippe Révillon                                                   | Natación                   | 100 m libre S2 masculino                     |
| Philippe Révillon                                                   | Natación                   | 200 m libre S2 masculino                     |
| David Smétanine                                                     | Natación                   | 50 m libre S4 masculino                      |
| Thu Kamkasomphou                                                    | Tenis de mesa              | Individual 9 femenino                        |
| Thu Kamkasomphou Audrey Le Morvan Claire Mairie Michèle Sevin       | Tenis de mesa              | Equipo 6-10 femenino                         |
| Christophe Durand                                                   | Tenis de mesa              | Individual 5 masculino                       |
| Jean-Philippe Robin Pascal Verger                                   | Tenis de mesa              | Equipo 3 masculino                           |
| Christophe Durand Grégory Rosec                                     | Tenis de mesa              | Equipo 5 masculino                           |
| Michaël Jeremiasz                                                   | Tenis en silla de ruedas   | Individual masculino                         |
| Angélique Quessandier                                               | Yudo                       | –63 kg femenino                              |
| Sébastien Le Meaux                                                  | Yudo                       | –100 kg masculino                            |